# Храмов, Алексей Никитич
Храмов Алексей Никитич (17 октября 1927 — 26 января 2014, Санкт-Петербург) — заведующий отделом палеомагнитных реконструкций Всероссийского нефтяного научно-исследовательского геологоразведочного института (ВНИГРИ) Роскомнедр, доктор физико-математических наук, профессор, академик РАЕН (1993). Член Научного совета по геомагнетизму РАН, член Американского геофизического союза.

## Биография
Окончил физический факультет Ленинградского государственного университета по специальности «геофизика».
В 1951 году начал работать во Всесоюзном нефтяном научно-исследовательском геологоразведочном институте (ВНИГРИ).
В 1953 году, впервые в СССР, начал вести палеомагнитные исследования.
В 1958 году защитил кандидатскую диссертацию на тему «Палеомагнитная корреляция осадочных толщ».
В 1959 году создал Палеомагнитную лабораторию магнитостратиграфии и палеомагнитных реконструкций Отдела стратиграфии нефтегазоносных провинций ВНИГРИ.
В 1968 году защитил докторскую диссертацию на тему «Магнитное поле Земли в каменноугольный и пермский периоды».
Умер 26 января 2014 года после тяжелой болезни.

## Награды
- 1986 — Орден Трудового Красного Знамени;
- 1993 — Медаль Американского геофизического союза им. Вальтера Бухера;
- 1995 — Медаль Европейского Союза Наук о Земле им. Альфреда Вегенера;
- 1979 — Медаль «За трудовую доблесть»[6];
- 2000 — Лауреат Государственной премии Российской Федерации в области науки и техники — за работу «Геомагнитные циклы в истории Земли»[7];
- 2006 — Заслуженный деятель науки Российской Федерации[8].

## Научные работы
Автор более 300 печатных работ в том числе нескольких монографий и патентов:

### Монографии
- «Палеомагнитная корреляция осадочных толщ» (1958),
- «Методика палеомагнитных исследований» (1961),
- «Палеомагнетизм; принципы, методы и геологические приложения палеомагнитологии» (1967),
- «Палеомагнетизм палеозоя» (1974),
- «Палеомагнитология» (1982),
- «Paleomagnetology» (1987),
- «Магнитостратиграфия и её значение в геологии» (1997)[5].